# BRM P83
BRM P83 — шасси British Racing Motors в Формуле-1. Команда использовала автомобиль в 1966 и 1967 сезонах Формулы-1, вместе с BRM P261 и P115 (1967).

## 1966
В сезоне 1966 Формулы-1 BRM P83 использовалось в качестве запасного автомобиля на Гран-при Монако, Бельгии и Франции. Первой гонкой для шасси стало Гран-при Италии. Оба гонщика — Джеки Стюарт и Грэм Хилл — сошли с дистанции по техническим причинам. То же самое повторилось и на двух следующих этапах — в США и Мексике. После сезона 1966 Грэм Хилл перешёл в команду Lotus. British Racing Motors подписали контракт с Майком Спенсом.

## 1967
Сезон 1967 Формулы-1 стал единственным, когда British Racing Motors использовали шасси BRM P83. Первой гонкой стало Гран-при ЮАР. И Майк Спенс, и Джеки Стюарт сошли с дистанции. Первое очко было набрано Спенсом на следующем этапе — Гран-при Монако. На этом этапе Джеки Стюарт стартовал не на BRM P83, а на BRM P261. Однако на Гран-при Нидерландов Спенс пришёл только восьмым, а серия сходов Стюарта продолжилась. 

Гран-при Бельгии оказалось удачным для BRM: Джеки Стюарт пришёл вторым, а Майк Спенс — пятым. На Гран-при Франции Стюарт также пришёл на подиум (3 место), но на BRM P261. Спенс, выступавший на BRM P83, сошёл с дистанции, однако выступавший за частную команду Reg Parnell Racing Крис Ирвин смог набрать на том же шасси два очка за пятое место. 

Однако во второй половине сезона British Racing Motors набрали очки лишь три раза в шести гонках. Майк Спенс пришёл пятым на Гран-при Канады, Италии и Мексики. На остальных этапах он сошёл с дистанции. Джеки Стюарт вообще не сумел финишировать ни в одной из гонок. При этом после Гран-при Франции он провёл всего одну гонку на BRM P83 — Гран-при Великобритании. Все следующие гонки (в отличие от Спенса, до конца сезона ездившего на BRM P83) Стюарт провёл на новом шасси: BRM P115. Крис Ирвин — пилот Reg Parnell Racing — пришёл за рулём BRM P83 вне очковой зоны на Гран-при Германии, а в четырёх последующих гонках также не дошёл до финиша. В общем зачёте сезона 1967 Формулы-1 British Racing Motors заняли лишь шестое место (17 очков). Джеки Стюарт стал девятым, Майк Спенс — десятым.

## Результаты выступлений в Формуле-1
| Легенда к таблице |                                                                    |
| --- | ------------------------------------------------------------------ |
| В таблице перечислены результаты всех Гран-при Формулы-1, в которых использовался автомобиль. Строками таблицы являются сезоны, столбцами — этапы чемпионата мира. В каждой клетке указаны сокращённое название этапа и результат, дополнительно обозначенный цветом. Расшифровка обозначений и цветов представлена в нижеследующей таблице. |                                                                    |
| \| Пример \| Описание \| \| ------------ \| ------------------------------------------------------------------ \| \| 1 \| Победитель \| \| 2 \| Второе место \| \| 3 \| Третье место \| \| 5 \| Финишировал, заработав очки \| \| Сход \| Не финишировал, но при этом заработал очки \| \| 12 \| Финишировал, не получив очков \| \| НКЛ \| Финишировал, но не попал в финальную классификацию \| \| 15 \| Участвовал вне зачёта, либо по отдельной классификации \| \| 18 \| Не финишировал, но попал в финальную классификацию \| \| Сход \| Не финишировал \| \| НКВ \| Не прошёл квалификацию \| \| НПКВ \| Не прошёл предквалификацию \| \| ДСК \| Дисквалифицирован \| \| ИСК \| Исключён из протокола соревнований \| \| ТТ \| Заявлен для участия только в тренировках \| \| НС \| Участвовал в квалификации, но не стартовал в гонке \| \| Т \| Травмирован или болен \| \| ОТК \| Отказ от участия \| \| НТР \| Прибыл на соревнования, но на трассу не выезжал \| \| НПР \| Был заявлен в числе участников, но не прибыл к началу соревнований \| \| О \| Соревнования отменены \| \| \| Не участвовал \| \| Поул-позиция \| \| \| Быстрый круг \| \| |                                                                    |
| Пример | Описание                                                           |
| 1 | Победитель                                                         |
| 2 | Второе место                                                       |
| 3 | Третье место                                                       |
| 5 | Финишировал, заработав очки                                        |
| Сход | Не финишировал, но при этом заработал очки                         |
| 12 | Финишировал, не получив очков                                      |
| НКЛ | Финишировал, но не попал в финальную классификацию                 |
| 15 | Участвовал вне зачёта, либо по отдельной классификации             |
| 18 | Не финишировал, но попал в финальную классификацию                 |
| Сход | Не финишировал                                                     |
| НКВ | Не прошёл квалификацию                                             |
| НПКВ | Не прошёл предквалификацию                                         |
| ДСК | Дисквалифицирован                                                  |
| ИСК | Исключён из протокола соревнований                                 |
| ТТ | Заявлен для участия только в тренировках                           |
| НС | Участвовал в квалификации, но не стартовал в гонке                 |
| Т | Травмирован или болен                                              |
| ОТК | Отказ от участия                                                   |
| НТР | Прибыл на соревнования, но на трассу не выезжал                    |
| НПР | Был заявлен в числе участников, но не прибыл к началу соревнований |
| О | Соревнования отменены                                              |
| | Не участвовал                                                      |
| Поул-позиция |                                                                    |
| Быстрый круг |                                                                    |

| Год  | Шасси   | Двигатель                | Ш | Гонщики      | 1    | 2    | 3    | 4   | 5    | 6    | 7    | 8    | 9    | 10   | 11   | Место | Очки |
| ---- | ------- | ------------------------ | - | ------------ | ---- | ---- | ---- | --- | ---- | ---- | ---- | ---- | ---- | ---- | ---- | ----- | ---- |
| 1966 | BRM P83 | Owen Racing Organisation | D |              | МОН  | БЕЛ  | ФРА  | ВЕЛ | НИД  | ГЕР  | ИТА  | США  | МЕК  |      |      | 4     | 22   |
| 1966 | BRM P83 | Owen Racing Organisation | D | Джеки Стюарт | тест | тест |      |     |      |      | Сход | Сход | Сход |      |      | 4     | 22   |
| 1966 | BRM P83 | Owen Racing Organisation | D | Грэм Хилл    |      | тест | тест |     |      |      | Сход | Сход | Сход |      |      | 4     | 22   |
| 1967 | BRM P83 | Owen Racing Organisation | G |              | ЮАР  | МОН  | НИД  | БЕЛ | ФРА  | ВЕЛ  | ГЕР  | КАН  | ИТА  | США  | МЕК  | 6     | 17   |
| 1967 | BRM P83 | Owen Racing Organisation | G | Джеки Стюарт | Сход |      | Сход | 2   |      | Сход |      |      |      |      |      | 6     | 17   |
| 1967 | BRM P83 | Owen Racing Organisation | G | Майк Спенс   | Сход | 6    | 8    | 5   | Сход | Сход | Сход | 5    | 5    | Сход | 5    | 6     | 17   |
| 1967 | BRM P83 | Owen Racing Organisation | G | Крис Ирвин   |      |      |      |     | 5    | тест | 9    | Сход | Сход | Сход | Сход | 6     | 17   |